# セタール
セタール（波: سه‌تار、ペルシア語ラテン翻字: setar）とは、歴史的イラン世界に伝わる撥弦楽器である。リュート属の楽器であり、ペルシア語で「三弦」という意味である。

## 概要
タンブールの子孫であり、イスラーム世界の拡大とともにイランから各地へ広がっていった。約250年ほど前に4本目の弦が加えられた。なお、インドの同じく撥弦楽器である「シタール」と混同されやすいが、別の楽器である。しかしながら、その名称に関して、この「セタール」が「シタール」の語源とする説もある。

## ギャラリー

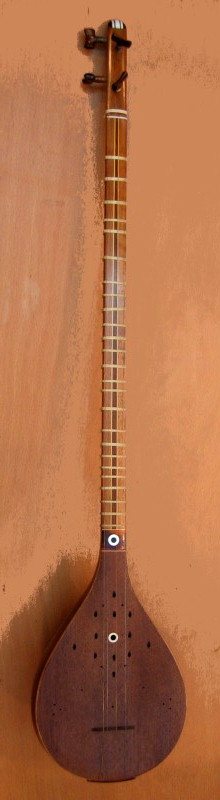
セタール
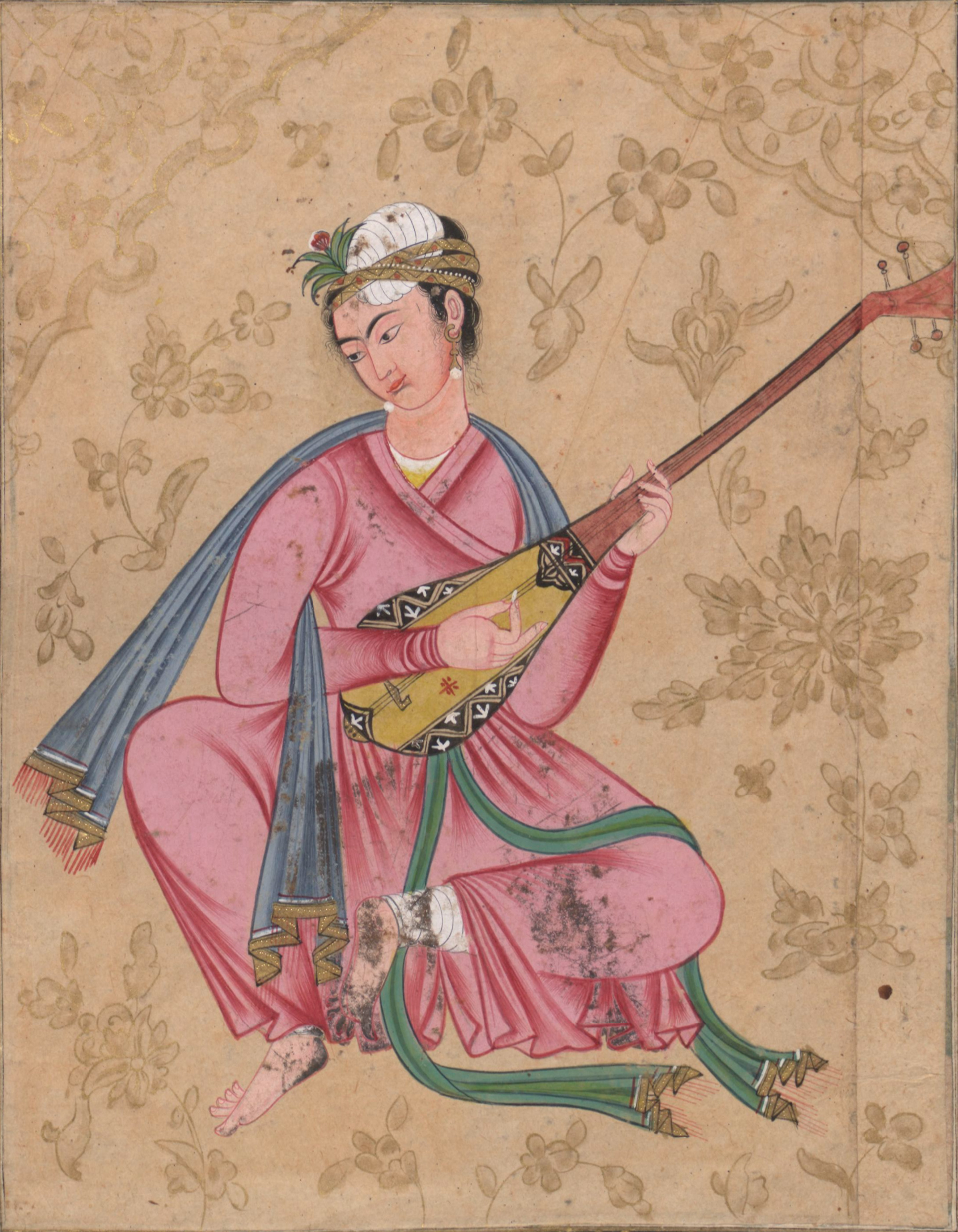
『ムラッカア (MURAQQA)』の写本より「セタール」のミニチュア絵画